# Citadel Broadcasting
Ne doit pas être confondu avec Citadel Communications.
Citadel Broadcasting Corporation était une société de radiodiffusion créée en 1984 et basée à Las Vegas, Nevada. Elle est détenue à 67 % par la firme d'investissements Forstmann Little & Company jusqu'en février 2006, date à laquelle elle fusionne avec ABC Radio pour devenir Citadel Media.
La nouvelle société possède 177 stations FM (17 d'ABC) et 66 AM (7 d'ABC) en plus du réseau ABC Radio Networks regroupant 4 000 affiliés. Ne font pas partie de l'accord ESPN Radio et Radio Disney. L'accord d'une durée de 10 ans permet à Citadel de délivrer la programmation de ABC News Radio aux stations terrestres de radios. Disney conserve les droits dans les autres formats tel que le satellite, le câble ou la téléphonie sans fil, mais perd la gestion du réseau radiophonique d'ABC.
Le 10 mars 2011, Cumulus Media annonce son intention d'acheter Citadel Broadcasting. L'achat est finalisé le 16 septembre 2011, et Citadel disparaît en fusionnant avec Cumulus Media.

## Historique
La société Citadel est fondée en 1984 à Las Vegas comme une association de radios dans l'État du Nevada.
En 1990, la société s'implante dans l'état voisin du Montana au travers d'une autre société. En 1991, la société devient une société à capitaux privés. En 1992, les deux sociétés fusionnent et rachètent les 4 stations AM et 4 FM à la Price Broadcasting Company ainsi qu'une AM et 6 FM de diverses sociétés. La nouvelle entité regroupe 26 stations.
En 1994, la société achète 2 stations FM et 2 autres en AM dans la région d'Albuquerque qui est devenue l'un des principaux marchés. En 1996, l'entreprise procède à une nouvelle acquisition dans la région d'Albuquerque avec une station AM et trois FM. De plus, elle achète pour 39 millions de $ une station FM à Modesto et une autre à Colorado Springs. En 1997, Citadel s'étend sur la côte est en achetant la société Tele-Media et ses 61 stations basées en Pennsylvanie et à Rhode Island (44 FM, 17 AM) pour près de 230 millions de $. Elle rachète également le fournisseur d'accès à internet EdgeNet. En 1998, Citadel dépense 41 millions de $ pour acquérir 11 stations (7 FM et 4 AM).
En 1999 la société devient le 6e réseau américain en termes de revenu et 4e en termes de stations de radiodiffusion grâce à l'acquisition de 78 stations pour près de 537 millions de $. Elle revend toutefois 18 stations FN et 7 AM pour 26 millions de $ à Marathon Broadcasting afin de se désengager des petits marchés.
En 2000 la société procède à deux acquisitions: 
- Bloomington Broadcasting Holdings le 28 juin pour 175,9 millions de $, 13 stations FM et 7 AM
- Dick Broadcasting Company pour 289 millions de $, 9 stations FM et 5 AM

En janvier 2001, les actionnaires de Citadel donnent leurs accords pour le rachat des actions volatiles de la société par Forstmann Little pour une somme proche des 2 milliards de $. La transaction s'est terminée le 26 juin 2001. Elle revend plusieurs stations :
- 4 stations à Monroe, Louisiane pour 4 millions de $ en avril 2001.
- 3 stations à Atlantic City à Millennium Radio Group pour 19,4 millions de $ en juillet.

Elle achète 3 stations FM et 2 AM à Tucson dans l'Arizona à Slone Broadcasting pour 66,3 millions de $.
Le 12 mai 2003, Citadel annonce l'achat de 11 stations à Wilks Broadcasting pour 133 millions de $. Le 29 janvier 2004, Citadel signe un accord de rachat avec Barnstable Broadcasting pour acquérir 4 stations à Memphis, pour 100 millions de $. Le 21 avril 2004, la société rachète deux stations (1 AM et 1 FM) de Springfield à Lappin Communication pour 22 millions de $.
Le 2 juin 2005, la société possédait 155 stations FM, 58 AM réparties sur 47 marchés dans 24 états américains.

### Fusion avec ABC Radio
Le 6 février 2006 l'accord de fusion et le nom Citadel Communications' ont été annoncés. La société devait être détenue comme suit :
- 52 % par les actionnaires de la Walt Disney Company (augmenté à 57 % en novembre 2006)
- 32 % par Forstmann Little
- 16 % par les autres anciens actionnaires de Citadel Broadcasting.

Le 31 mars 2006, les deux sociétés ont reçu le premier des nombreux avals nécessaires à leur fusion de la part de la Federal Trade Commission. La fusion nécessite le consentement de plusieurs commissions dont celle anti-monopole, la régulation des communications et le service fédéral des impôts. Le 22 août 2006, Citadel Broadcasting souhaite renégocier le contrat avec Disney concernant la création de Citadel Communications à la suite du rachat d'ABC Radio. Le 23 novembre 2006 Citadel Broadcasting a annoncé qu'elle ne pouvait pas racheter ABC Radio au prix souhaité par Disney. La différence est de 300 millions de $. Disney a accepté que sa participation dans Citadel Communications soit augmentée de 200 millions de $ pour atteindre 57 % (au lieu de 52 %) et que ses actionnaires touchent 100 millions de $ de moins. Le 20 décembre 2009, Citadel annonce se placer sous la protection de la loi sur les faillites, alors qu'il est le troisième groupe de radio américain avec 165 stations FM et 58 AM,.

### Achat par Cumulus Media
Le 17 décembre 2010, Citadel, troisième réseau radiophonique américain rejette une offre d'achat d'un milliard de dollars émise par Cumulus Media, le second réseau.
Le 11 mai 2011, un juge approuve la requête de Disney concernant une compensation financière à la suite de l'offre de rachat émise par Cumulus sur Citadel qui ne respectent pas le contrat négocié lors de la fusion d'ABC et Citadel.
L'achat par Cumulus est validé le 16 septembre 2011.

## Sources
- « Citadel to Buy Most of Disney Radio Assets » The Wall Street Journal, 6 février, 2006.